# Angarotipula qinghaiensis
Angarotipula qinghaiensis är en tvåvingeart som beskrevs av Yang 1996. Angarotipula qinghaiensis ingår i släktet Angarotipula och familjen storharkrankar. Inga underarter finns listade i Catalogue of Life.